# Carlos Bernárdez
Carlos Roberto Bernárdez García (Ciudad de Belice, Belice, 28 de diciembre de 1992) es un futbolista beliceño de padres hondureños que juega como delantero en el Real Sociedad de la Liga Nacional de Honduras y en la selección de Belice.

## Trayectoria

### Victoria
Bajo las órdenes de Héctor Vargas debutó, con 20 años de edad, el 27 de marzo de 2013 en un juego contra Real Sociedad que se disputó en el Estadio Ceibeño; el mismo finalizó con derrota de 2 a 3. Con la llegada del DT argentino Cristian Guaita, Bernárdez comenzó a explotar su mayor potencial. Así, el 30 de agosto de 2014, en la derrota de 1 a 2 sufrida en casa ante el Honduras Progreso, anotó su primer gol como profesional. Durante ese año futbolístico disputó 29 juegos y anotó 4 goles.

### Vida
El 30 de enero de 2017 fue presentado como refuerzo del Vida. Debutó con el club ceibeño el 5 de febrero de 2017 contra el Social Sol en el gane de 2 a 1 como locales. Se estrenó como goleador el 8 de febrero de 2017 durante la goleada de 1 a 7 sufrida ante el Olimpia en el Estadio Nacional.

## Selección nacional
De padres hondureños, Bernárdez nació en Belice, por lo que optó representar a su selección nacional, con la que disputó las Eliminatorias al Mundial de Catar 2022.

## Clubes
| Club                | País     | Año         |
| ------------------- | -------- | ----------- |
| Victoria            | Honduras | 2013 - 2016 |
| Vida                | Honduras | 2017        |
| Victoria            | Honduras | 2018        |
| Platense            | Honduras | 2018 - 2020 |
| Real España         | Honduras | 2021-2023   |
| Victoria            | Honduras | 2023-2024   |
| C. D. Real Sociedad | Honduras | 2024-2025   |
| Victoria            | Honduras | 2025-Act.   |

## Estadísticas

### Clubes
Actualizado al último partido jugado el 28 de septiembre de 2024.
| Equipo                                                                                                   | Div.                | Temporada           | Liga     | Liga  | Copa Nacional | Copa Nacional | Copa Internacional(1)(2) | Copa Internacional(1)(2) | Total    | Total |
| Equipo                                                                                                   | Div.                | Temporada           | Partidos | Goles | Partidos      | Goles         | Partidos                 | Goles                    | Partidos | Goles |
| Victoria Honduras                                                                                        | 1.ª                 | 2012/13             | 2        | 0     | -             | -             | -                        | -                        | 2        | 0     |
| Victoria Honduras                                                                                        | 1.ª                 | 2013/14             | 2        | 0     | -             | -             | 0                        | 0                        | 2        | 0     |
| Victoria Honduras                                                                                        | 1.ª                 | 2014/15             | 29       | 4     | -             | -             | -                        | -                        | 29       | 4     |
| Victoria Honduras                                                                                        | 1.ª                 | 2015/16             | 25       | 2     | -             | -             | -                        | -                        | 25       | 2     |
| Victoria Honduras                                                                                        | 2.ª                 | 2017/18             | 12       | 10    | -             | -             | -                        | -                        | 12       | 10    |
| Victoria Honduras                                                                                        | Total               | Total               | 70       | 16    | 0             | 0             | 0                        | 0                        | 70       | 16    |
| Vida Honduras                                                                                            | 1.ª                 | 2016/17             | 10       | 2     | -             | -             | -                        | -                        | 10       | 2     |
| Vida Honduras                                                                                            | 1.ª                 | 2017/18             | 9        | 0     | -             | -             | -                        | -                        | 9        | 0     |
| Vida Honduras                                                                                            | 1.ª                 | 2018/19             | 19       | 8     | -             | -             | -                        | -                        | 19       | 8     |
| Vida Honduras                                                                                            | Total               | Total               | 29       | 8     | 0             | 0             | 0                        | 0                        | 29       | 8     |
| Platense Honduras                                                                                        | 1.ª                 | 2020/21             | 22       | 13    | -             | -             | -                        | -                        | 22       | 13    |
| Real España Honduras                                                                                     | 1.ª                 | 2021/22             | 28       | 3     | -             | -             | -                        | -                        | 28       | 3     |
| Real España Honduras                                                                                     | 1.ª                 | 2022/23             | 12       | 1     | -             | -             | 5                        | 0                        | 17       | 1     |
| Real España Honduras                                                                                     | Total               | Total               | 40       | 4     | 0             | 0             | 5                        | 0                        | 45       | 4     |
| Victoria Honduras                                                                                        | 1.ª                 | 2022/23             | 12       | 2     | -             | -             | -                        | -                        | 12       | 2     |
| Victoria Honduras                                                                                        | 1.ª                 | 2023/24             | 12       | 2     | -             | -             | -                        | -                        | 12       | 2     |
| Victoria Honduras                                                                                        | Total               | Total               | 24       | 4     | 0             | 0             | 0                        | 0                        | 24       | 4     |
| Real Sociedad Honduras                                                                                   | 1.ª                 | 2023/24             | 13       | 0     | -             | -             | -                        | -                        | 13       | 0     |
| Real Sociedad Honduras                                                                                   | 1.ª                 | 2024/25             | 9        | 2     | -             | -             | -                        | -                        | 9        | 2     |
| Real Sociedad Honduras                                                                                   | Total               | Total               | 22       | 2     | 0             | 0             | 0                        | 0                        | 22       | 2     |
| Total en su carrera                                                                                      | Total en su carrera | Total en su carrera | 207      | 47    | 0             | 0             | 5                        | 0                        | 212      | 47    |
| (1) Incluye datos de la Concacaf Liga Campeones (2013-14). (2) Incluye datos de la Liga Concacaf (2022). |                     |                     |          |       |               |               |                          |                          |          |       |